# Mikhaïl Katoukov
Mikhaïl Iefimovitch Katoukov (en russe : Михаил Ефимович Катуков), né le 17 septembre 1900 et mort le 8 juin 1976, est un militaire soviétique. Il sert dans l'Armée rouge en tant que commandant de chars pendant la Seconde Guerre mondiale et fut maréchal des troupes blindées.Il est considéré[Par qui ?]comme l'un des plus talentueux commandants soviétiques de blindés de son époque.

## Biographie
Mikhaïl Iefimovitch Katoukov intègre l'Armée rouge en tant que simple soldat en 1919. Il participe à la Guerre civile russe et est nommé commandant d'une formation blindée peu de temps avant la guerre. En 1935, il sort diplômé de l'école militaire de Staline.

## Sources
- (en) Cet article est partiellement ou en totalité issu de l’article de Wikipédia en anglais intitulé « Mikhail Katukov » (voir la liste des auteurs).